# Shomer Shabbat
Dans le judaïsme, une personne dite shomer Shabbat (hébreu : שומר שבת, « observant du Shabbat » ou « garde du Shabbat ») est une personne qui observe les mitzvot (commandements) associées au Shabbat, le jour de repos hebdomadaire qui commence le vendredi soir au coucher du soleil pour se terminer le lendemain aussi au coucher du soleil.
Selon la loi juive ou halakhah (Michna Shabbat 7:2), le shomer Shabbat doit respecter les interdictions concernant les  39 activités  telles l'allumage du feu donc la cuisine, l'usage de l'argent, l'écriture, l'utilisation d'appareils électriques. Inversement, le shomer Shabbat doit suivre des commandements positifs tels la participation aux rites, aux prières et aux repas de Shabbat, l'étude de la Torah et pour les couples mariés, les relations sexuelles le vendredi soir.

## Origine
Le terme shomer Shabbat est dérivé du libellé du Quatrième Commandement du Deutéronome (5: 14-15), qui instruit les Hébreux «d'observer» le jour du sabbat et de le sanctifier. Dans l'Exode, le Décalogue déclare qu'ils devraient "se souvenir" du sabbat. 
L'expression "shomer Shabbat" n'apparaît dans la Bible hébraïque , au pluriel, qu'en Isaïe 56:4, juste avant l'expression Yad Vashem :   
Car ainsi s'exprime l'Eternel: "Aux eunuques qui observent mes sabbats (יִשְׁמְרוּ אֶת-שַׁבְּתוֹתַי, Yishmerou Été Shabetotay), qui se complaisent à ce que j'aime, qui s'attachent à mon alliance, à eux, j'accorderai, dans ma maison et dans mes murs, un monument et un nom (יָד וָשֵׁם, Yad VaShem) qui vaudra mieux que des fils et des filles; je leur accorderai un nom éternel, qui ne périra point.